# Îlots des Moines
Pour les articles homonymes, voir Île aux Moines (homonymie).
Les îlots des Moines, en langue corse isuli di i Monachi, sont un petit groupe d'îlots situés à environ 3,5 km au sud-ouest du cap de Roccapina, en Corse-du-Sud. Ils font partie de la réserve naturelle des Bouches de Bonifacio.

## Signalisation
Le groupe d'îlots est signalé par un feu construit à l'extrémité sud-ouest du récif, à 4 km de la côte. Le feu des Moines est une tour circulaire d'une hauteur de 31 mètres, dont la base est noire et la partie supérieure est jaune.

## Protection environnementale
Les îlots des Moines sont classés comme zone de non prélèvement : la plongée sous-marine et la pêche sont interdites.